# Мари Мари
Марија Марић Марковић (Београд, 17. септембар 1978), позната као Мари Мари, српска је певачица, композитор и текстописац.

## Биографија
Мари Мари ступа са седам година у дечији хор „Полетарци“ где као солиста снима велики број дечијих плоча за ПГП РТС. РТС у својим архивама чува култне дечије емисије у којима су забележене њене интерпретације најпознатијих, а може се рећи и традиционалних дечијих песама. Музичку школу „Станислав Бинички“ – одсек клавир уписује са девет година. Након завршене ниже музичке школе, одлучује се за даље усавршавање те уписује средњу музичку гимназију „Јосип Славенски“ одсек – теоретски, а након тога уписује и соло певање. По завршетку средње музичке школе, полаже пријемни испит на ФМУ , и наставља своје музичко развијање и усавршавање на Београдској академији. Дипломирала је на предмету Хармонија под менторством професора Растислава Камбасковића 2004. године.
Као дипломирани музички педагог 2007. године почиње да ради као професор солфеђа и теорије музике у нижој музичкој школи „Петар Коњовић“. У овој школи такође се бави образовањем деце у припремном разреду.
Такозвано музичко забавиште укључује рад на развијању музичких способности у мањим узрастима као и музичко описмењавање.

## Музички албуми
Први албум Хоћу да певам је издала 2000. године за „City Records“. Свој други албум Линија живота издаје 2004. године а трећи албум „Упорно си ту“ је издала 2008. године. Песме које су се издвојиле са албума су „Упорно си ту“, „Колена“, „Нађи бољу од мене“, „Ко“, „У небраном грожђу“, „Где после нас“, и „Мој свет“. Албум Срце у срцу издала је 2015. године, у издању ПГП РТС. Песме које се налазе на овом албуму су
„Срце у срцу“, „Немирна песма“, „У Београду“,„Химна природе“, „Пустите ме, пустите“, „Новогодишња песма“, „ Волим да певам“, „Висински проблеми“, „Шта је љубав“, „Ко ће да ме воли“, „Нејмс“, „Вила“, „Уна“,„Успаванка“ и „Циција полиција“.

## Музичка радионица Мари Мари
Мари Мари отвара музичке радионице 2009. године. Бави се развојем музичких способности код деце најмлађег узраста као и њиховим социолошким и душевним развој. Помоћу музичких игара развија се дикција, моторика, слух, гласовни апарат. Затим се деца упознају са врстама музичких инструмената, њиховом грађом и разликама између гудачких, дувачких и ударачких инструмената. Деца имају прилику да свирају на инструментима Орфовог инструментаријума (штапићи, триангл, чегртаљке, звончићи итд... ) и активно учествују у музичким играма. Са ученицима старијег ураста ( 6, 7 и 8 година ) ради се на музичком описмењавању – овладавању музичким знацима.
Музичка радионица Мари Мари се бави и развојем односа деце према правилима у игри, развојем њихове мотивационе сфере, контроле понашања, интелектуалних операција и превазилажења „сазнајног егоцентризма“.
Још један од циљева музичке радионице је могућност пријема деце која нису испољила музички таленат, а чијем би побољшању моторике, дикције и развоја гласовног апарата и слуха, допринео рад дипломираног музичког педагога Марије Марић Марковић. Познато је и доказано да је развој наведених функција најефикаснији у најмлађем узрасту.
Најталентованији полазници музичке радионице Мари Мари ће имати прилику да изводе ауторске композиције на јавним наступима, ТВ емисијама, дечијим музичким пројектима, фестивалима као и прилику да певају и учествују на снимању дечијих песама у професионалном музичком студију.

## Дискографија
- 2000: Хоћу да певам[4]
- 2004: Линија живота[5]
- 2009: Упорно си ту[6]
- 2015: Срце у срцу[7]

## Фестивали
Сунчане скале, Херцег Нови:
- Ти кажеш да (Вече нових нада), 2000
- Три тачке, 2007

Пјесма Медитерана, Будва:
- О, мама, 2000
- Кад ме не волиш, 2003
- Луталица, 2004

Фестивал војничких песама и корачница:
- Боже, чувај нашу младост, 2001

Беовизија:
- Све је то на образ мој, 2003
- Да ти се дланови заледе, 2006

Европесма / Европјесма:
- Кад понос убије љубав, 2004

Радијски фестивал, Србија:
- Мој свет, 2005
- Упорно си ту, 2007

Зрењанин:
- Ех мој драги, 2001

Београдско пролеће:
- Па ти слушај старије (Дечје песме), 2018
- Банане (Дечје песме), 2019